# Rino Barillari
Rino Barillari, né Saverio Barillari le 8 février 1945 à Limbadi, dans la province de Vibo Valentia (Calabre), en Italie, est un photographe et paparazzi italien.

## Biographie
Souvent surnommé « le roi des paparazzis »,,,,,,,, Rino Barillari commence par aider son oncle qui est projectionniste. À l'âge de 14 ans, il s'enfuit de chez lui pour aller à Rome avec un ami et y trouve du travail pour aider les photographes ambulants (scattini) à la fontaine de Trevi. Bientôt, il achète un appareil photo, un Bencini (it), modèle Comet. Il vend les négatifs des photos prises dans la journée à des agences de presse telles que Associated Press, UPI et ANSA.
Dès son plus jeune âge, il photographie de nombreuses personnalités, notamment de la « Dolce Vita » entre 1959 et 1960, dont les plus importantes sont Liz Taylor, Ingrid Bergman, Jacqueline Kennedy, Barbra Streisand, Brigitte Bardot, Ava Gardner, Silvana Pampanini, Virna Lisi, Sophia Loren, Marcello Mastroianni, Claudia Cardinale, Marlon Brando, Vittorio Gassman, Anna Magnani, Alberto Sordi, Aldo Fabrizi, les Beatles, Robert De Niro, Sylvester Stallone, Al Pacino, Francis Ford Coppola, Michael Jackson, Demi Moore, Angelina Jolie, Elton John, Matt Damon, Madonna, Maradona et Lady Gaga,.
En 1963, une altercation Via Veneto avec Peter O'Toole lui apporte une certaine notoriété, l'acteur, ivre, avait passé une soirée romantique sur la Via Veneto avec l'actrice Barbara Steele. Peter O'Toole, marié, préférant ne pas être photographié avec sa maîtresse se bat et blesse le jeune Barillari à l'oreille. Aux urgences, son oreille est recousue de quatre points de suture. Son père porte plainte contre l'acteur,.
Les années suivantes, le paparazzi prend des photos de personnalités comme Frank Sinatra dans la Via Veneto au Café de Paris, Charles Aznavour Via dei Condotti, l'astronaute américain Buzz Aldrin à la Cabala - Osteria dell'Orso, le mari de Brigitte Bardot, Gunter Sachs von Opel, à la Villa Pavesi à Genzano, Alfredo Bini avec le top model Daniela Juan à "Papè Satan", via Tacito, Mickey Hargitay avec le top model Vatussa Vitta, Sonia Romanoff, Franco Nero à la fontaine de Trevi, Elizabeth Taylor à la « Cabale », Barbra Streisand via dei Condotti, Mickey Rourke à Fregene, Claudia Schiffer « dal Bolognese », Sylvester Stallone avec sa petite amie Jennifer Flavin au restaurant "Alfredo all'Agusteo", Mario D'Urso (it) et Margaret d'Angleterre au "Jackie'O", Bruce Willis au "Due Thieves" Piazza Nicosia. Il est parfois maintenu et même battu par des gardes du corps.
Depuis les années 1960, Barillari s'implique dans le cinéma, les années de plomb et divers épisodes de reportage policier, travaillant pour Il Tempo et, depuis 1989, pour Il Messaggero.
Il est nommé professeur honoraire en photographie à l'Université internationale à Xi'an en octobre 2011,, puis, le 24 juillet 2012, il reçoit la lettre de nomination du recteur Huang Teng de cette université.

### Controverse
En 2024, il affirme avoir été agressé dans le centre-ville de Rome par l'acteur français Gérard Depardieu. Gérard Depardieu et sa compagne Magda Vavrusova infirment cette version en indiquant que Rino Barillari a poussé Magda Vavrusova. Gérard Depardieu s'est alors interposé, il a glissé et il est tombé sur le photographe. Magda Vavrusova a porté plainte contre Rino Barillari.

## Filmographie
- 1963 : Hier, aujourd'hui et demain de Vittorio De Sica
- 1964 : Les Deux Évadés de Sing-Sing (I due evasi di Sing Sing) de Lucio Fulci
- 1990 : Ils vont tous bien ! de Giuseppe Tornatore
- 1998 : Paparazzi de Neri Parenti
- 2013 : La grande bellezza de Paolo Sorrentino
- 2018 : The King of Paparazzi - La vera storia de Giancarlo Scarchilli (it) et Massimo Spano (it)[20]

## Décorations
Commandeur de l'Ordre du Mérite de la République italienne, sur proposition de la Presidence du Conseil des Ministres, Rome, 2 juin 1998.
 Officier de l'Ordre du Mérite de la République italienne, sur proposition de la Presidence du Conseil des Ministres, Rome, 27 décembre 1992.
 Chevalier de l'Ordre du Mérite de la République italienne, Rome, 27 décembre 1987
 Chevalier de l'Ordre des Saints-Maurice-et-Lazare, sur disposition de Victor-Emmanuel de Savoie, Prince de Naples, Rome, 27 septembre 1988

## Galerie

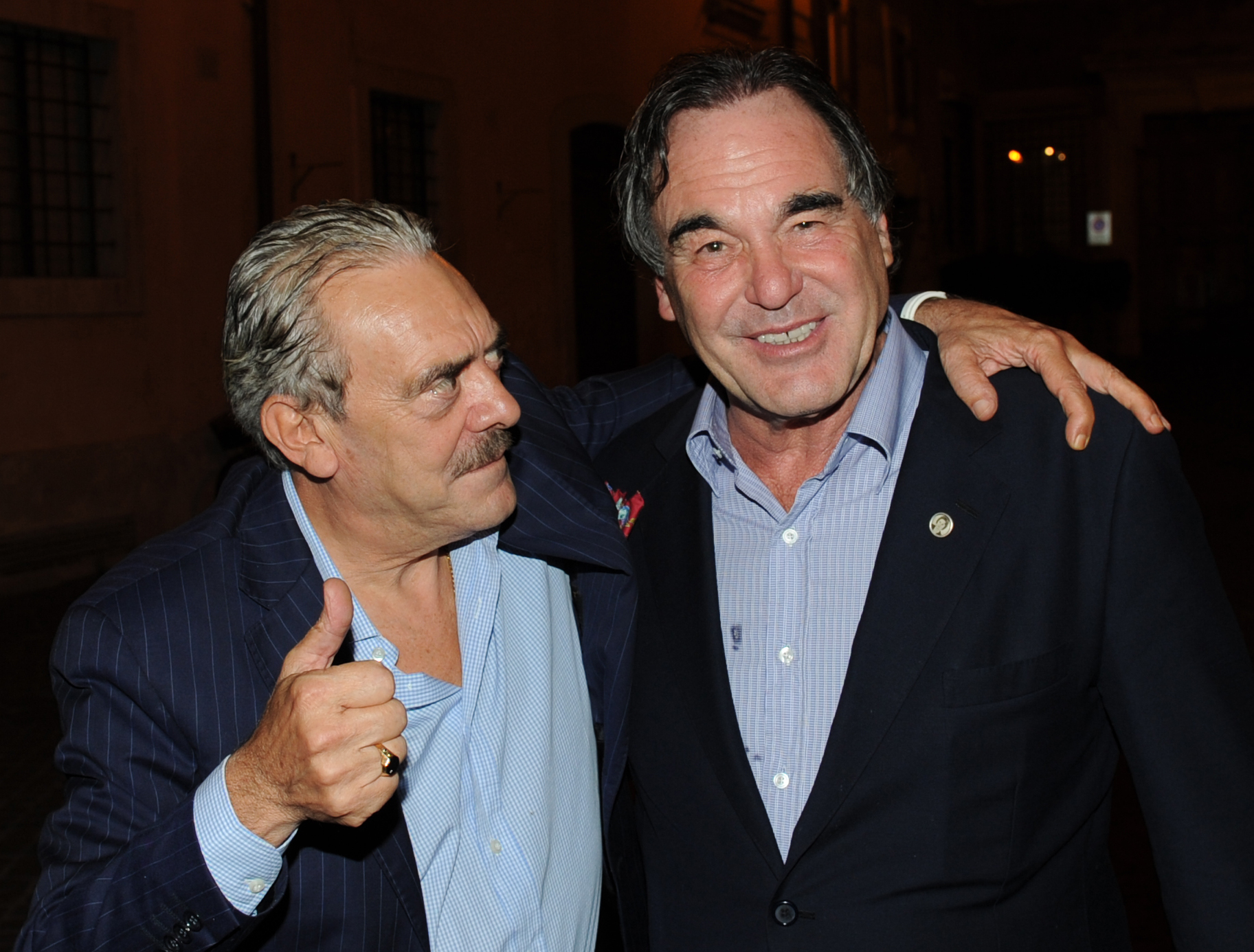
Rino Barillari (à gauche) et Oliver Stone (à droite).
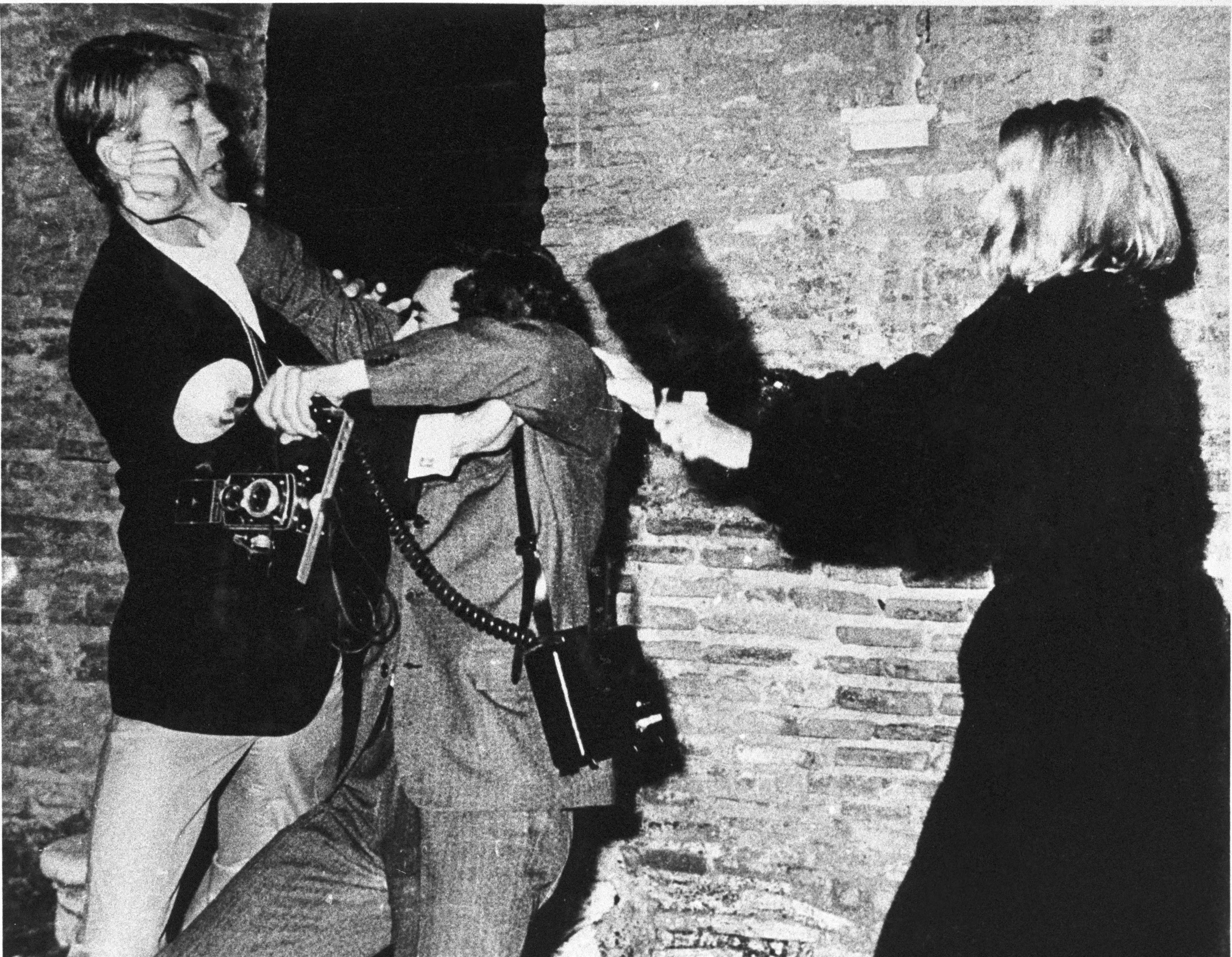
Rino Barillari agressé par l'acteur Mickey Hargitay en 1963.